# Nicolai Julius Rasmussen
Nicolai Julius Rasmussen (* 1777 in Rønninge; † 3. Oktober 1824 in Qeqertarsuaq) war ein dänischer Kaufmann und kommissarischer Inspektor in Grönland.

## Leben
Nicolai Julius Rasmussen wurde am 27. Juni 1777 als Sohn des Verpachters Rasmus Rasmussen und seiner Frau Jacobine Hassel getauft. Nicolai Julius Rasmussen schloss 1796 die Schule in Odense ab. 1800 wurde er nach Grönland geschickt, wo er Assistent in Appat wurde. Ein Jahr später wurde er nach Qeqertarsuaq versetzt und noch im selben Jahr nach Uummannaq. 1803 wurde er zum Kolonialverwalter in Uummannaq befördert. Am 29. Juli 1804 heiratete er dort die Dänin Christina Volchersen (1782–1807), Tochter des Kirchenhelfers Johannes Henrik Volchersen und seiner Frau Gjertrud Marie Ibsdatter. Aus dieser Ehe ging die Tochter Jacobine Petrine Margrethe Rasmussen (1806–?) hervor, die mit dem isländischen Kolonialverwalter Claudius Andreas Stephensen (1801–1829) verheiratet war. Seine Frau starb jung 1807. 1808 sollte er heimkehren, aber musste wegen des Kanonenbootkriegs in Grönland bleiben, wo er persönlicher Assistent und Bevollmächtigter von Inspektor Peter Hanning Motzfeldt war. 1813 wurde er zum Kolonialverwalter in Appat ernannt. 1815 reiste er nach Ende des Kriegs heim und heiratete im April 1816 in Kopenhagen in zweiter Ehe Mette Marie Kloe (1790–1860), Tochter von Hans Nielsen Kloe, und kehrte anschließend nach Grönland zurück. Als Nordgrönlands Inspektor Johannes West 1824 heimreiste, vertrat Nicolai Julius Rasmussen ihn ab dem 11. August, starb aber nur rund sieben Wochen später im Alter von 47 Jahren „an Nervenschwäche und gewaltigem Nasenbluten“.